# Vetren dol
Vetren dol (bulgariska: Ветрен дол) är ett distrikt i Bulgarien.   Det ligger i kommunen Obsjtina Septemvri och regionen Pazardzjik, i den centrala delen av landet, 90 km sydost om huvudstaden Sofia.
Trakten runt Vetren dol består till största delen av jordbruksmark. Runt Vetren dol är det ganska tätbefolkat, med 192 invånare per kvadratkilometer.